# Ma préférence
"Ma préférence" is een nummer van de Franse zanger Julien Clerc. Het nummer werd uitgebracht op zijn album Jaloux uit 1978. Dat jaar werd het nummer uitgebracht als de eerste single van het album.

## Achtergrond

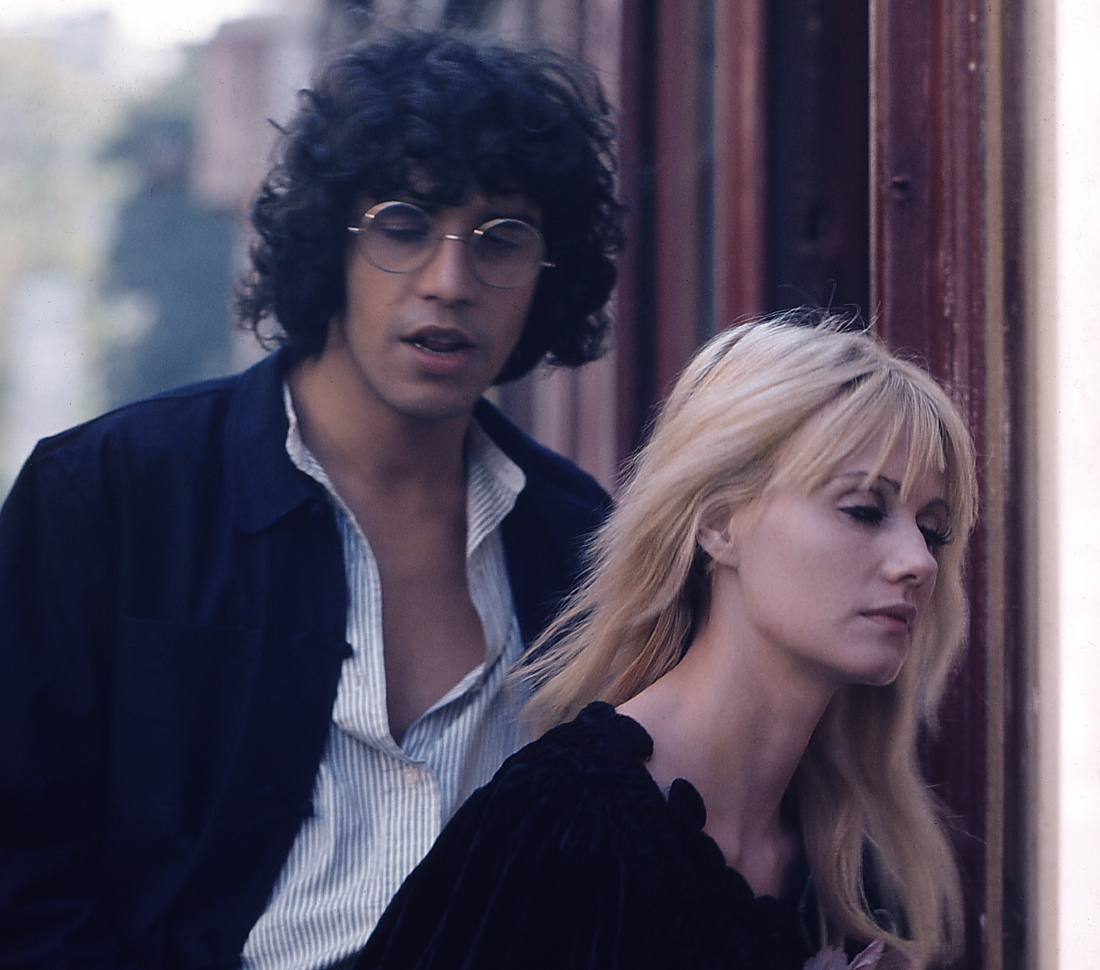
Julien Clerc en Miou-Miou tijdens het draaien van D'amour et d'eau fraîche

"Ma préférence" is geschreven door Clerc en Jean-Loup Dabadie en geproduceerd door Jean-Claude Petit, Gérard Jardillier en Claude Wagner. Clerc had net zijn relatie met France Gall verbroken toen hij de mannelijke hoofdrol kreeg in de film D'amour et d'eau fraîche uit 1976. Hier werd hij de tegenspeler van Miou-Miou, die op dat moment een relatie had met acteur Patrick Dewaere, die zij aan de hoofdrol wilde helpen. Op de set van de film werden Clerc en Miou-Miou echter een koppel. Ze waren samen tot 1981 en kregen samen een dochter. Het nummer "Ma préférence", waarop een symfonieorkest te horen is, gaat over de relatie tussen de twee, die vaak door het publiek niet werd geaccepteerd. Clerc zegt hierop dat zij "mijn voorkeur" heeft.
"Ma préférence" werd een hit in Nederland, waar het respectievelijk tot de plaatsen 32 en 37 kwam in de Top 40 en de Nationale Hitparade. Clerc werkte later opnieuw met co-auteur Jean-Loup Dabadie op zijn single "Femmes, je vous aime" uit 1982.

## Hitnoteringen

### Nederlandse Top 40
| Nummer | 33 | 32 | 37 | uit |

### Nationale Hitparade
| Hitnotering: 12-08-1978 t/m 09-09-1978 | Hitnotering: 12-08-1978 t/m 09-09-1978 | Hitnotering: 12-08-1978 t/m 09-09-1978 | Hitnotering: 12-08-1978 t/m 09-09-1978 | Hitnotering: 12-08-1978 t/m 09-09-1978 | Hitnotering: 12-08-1978 t/m 09-09-1978 | Hitnotering: 12-08-1978 t/m 09-09-1978 |
| Week                                   | 1                                      | 2                                      | 3                                      | 4                                      | 5                                      |                                        |
| -------------------------------------- | -------------------------------------- | -------------------------------------- | -------------------------------------- | -------------------------------------- | -------------------------------------- | -------------------------------------- |
| Nummer                                 | 37                                     | 47                                     | 41                                     | 42                                     | 48                                     | uit                                    |

### NPO Radio 2 Top 2000
| Nummer met noteringen in de NPO Radio 2 Top 2000 | '99  | '00 | '01  | '02  | '03  | '04  | '05 | '06  | '07  | '08  | '09  | '10-'11 | '12  |
| ------------------------------------------------ | ---- | --- | ---- | ---- | ---- | ---- | --- | ---- | ---- | ---- | ---- | ------- | ---- |
| Ma préférence                                    | 1297 | -   | 1274 | 1598 | 1778 | 1859 | 933 | 1336 | 1859 | 1501 | 1828 | -       | 1746 |

1. ↑  Een '-' betekent dat het nummer niet was genoteerd en een vetgedrukt getal geeft de hoogste notering aan.
2. ↑  Deze tabel is bijgewerkt tot en met de laatste editie (2024).